# Иоанн (Вахнюк)
Архиепископ Иоанн (в миру Сергей Григорьевич Вахнюк; род. 12 февраля 1968, Киев, Украинская ССР) — архиерей Украинской православной церкви, архиепископ Золотоношский, викарий Черкасской епархии.

## Биография
Сергей Вахнюк родился 12 февраля 1968 года в городе Киеве. После окончания средней школы учился в Киевском энергетическом техникуме. В 1987 году был призван в армию.
В 1989 году был принят в братство Свято-Успенской Киево-Печерской Лавры, и в следующем году пострижен в иночество.
9 июня 1991 года инок Сергий (Вахнюк) был рукоположён в сан диакона, а 16 июня того же года — в сан иерея.
23 июня 1991 года был назначен настоятелем Свято-Троицкого храма города Ирклиев Чернобаевского района Черкасской области, а с января 1992 года возглавил Чорнобаевское благочиния Черкасской епархии.
В 1993 году получил диплом об окончании Киевской духовной семинарии.
6 декабря 1994 года принял монашеский постриг в мантию с именем в честь преподобного Иоанна Многострадального.
В 1996 году был удостоен сана архимандрита.
8 мая 2010 года назначен наместником Черкасского в честь Рождества Пресвятой Богородицы мужского монастыря.

### Архиерейство
1 апреля 2015 года решением Священного Синода Украинской православной церкви избрал епископом Золотоношским, викарием Черкасской епархии.
3 апреля 2015 года в Аннозачатиевском храме Свято-Успенской Киево-Печерской Лавры города Киева состоялось наречение архимандрита Иоанна во епископа Золотоношского, викария Черкасской епархии.
5 апреля 2015 года в праздник Входа Господня во Иерусалим в Трапезном храме преподобных Антония и Феодосия Киево-Печерской Лавры города Киева состоялась хиротония архимандрита Иоанна во епископа Золотоношского, викария Черкасской епархии, которую совершили: Митрополит Киевский и всей Украины Онуфрий (Березовский), митрополит Вышгородский и Чернобыльский Павел (Лебедь), митрополит Черкасский и Каневский Софроний (Дмитрук), архиепископ Нежинский и Прилуцкий Ириней (Семко), епископ Угольский Антоний (Боровик), епископ Боярский Феодосий (Снигирёв), епископ Ирпенский Климент (Вечеря), епископ Фастовский Дамиан (Давыдов).
С 24 июня по 17 августа 2020 года был временно управляющим Черкасской епархией.
17 августа 2021 года на соборной площади Киево-Печерской лавры возведён  митрополитом Онуфрием возведён в сан архиепископа.